# جنبش جنوب ایران در جنگ جهانی اول

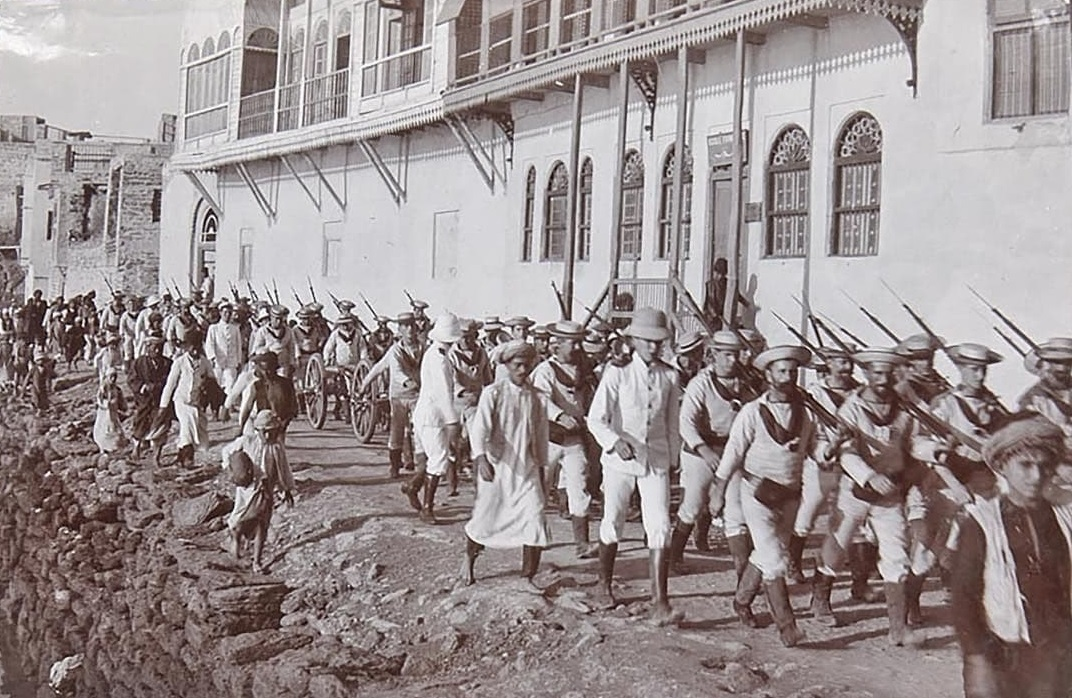
ورود نیروهای بریتانیا به بوشهر پس از اشغال

جنبش جنوب ایران مبارزات مردمی در جنوب ایران در مقابله با نیروهای مهاجم بریتانیا و پلیس جنوب در زمان اشغال ایران در جنگ جهانی اول بود.

## پیشینه
جنوب ایران به‌ویژه استان بوشهر در تحولات دو سدهٔ اخیر در چهار نوبت مورد هجوم نیروهای انگلیسی در سال‌های ۱۸۳۷، ۱۸۵۶، ۱۹۰۹ و ۱۹۱۵ میلادی قرار گرفت. پیش از آن پرتغالی‌ها در قرن سده به عنوان اولین یورش کنندگان در بندر ریگ و در فاصله ماه‌های آوریل تا ژوئیه ۱۵۱۹م در ری‌شهر حضور یافتند. سپس تصرف جزیرهٔ خارگ توسط هلندی‌ها در سال ۱۷۵۳م اتفاق افتاد که در هر کدام از مراحل یاد شده با مقاومت نیروهای مردمی جنوب همراه بوده‌است.
در آغاز جنگ جهانی اول، علی‌رغم اعلام بی‌طرفی دولت مرکزی ایران، قوای روس از شمال و نیروهای انگلستان از جنوب، ایران را در معرض هجوم قرار دادند و کشتی‌های جنگی انگلستان در ۲۸ رمضان سال ۱۳۳۳ ه‍.ق برابر با ۸ اوت ۱۹۱۵/ ۱۶ مرداد ۱۲۹۴ به قصد تصرف بوشهر و نواحی آن در مقابل آن لنگر انداختند؛ و خارک، بوشهر، برازجان، و… را بلافاصله به اشغال خود درآوردند.
در همین زمان علماء و مجتهدین مقیم «نجف» و «کربلا» از جمله میرزا شیرازی دوم طی فتواهای جداگانه‌ای علیه بریتانیا اعلام جهاد کردند. رئیس علی دلواری در راس قوای تنگستانی با همراهی خالوحسین بردخونی در راس قوای دشتی، حسین خان چاه کوتاهی و زایرخضرخان اهرمی علیه اشغالگران به نبرد پرداختند. در ۳ شوال/ ۱۳ اوت انگلیسی‌ها عملیات حمله به دلوار را آغاز کردند. نیروهای تنگستانی و دشتی دست به شبیخون علیه انگلیسی‌ها زدند و تلفات به آنان وارد آوردند؛ و آن‌ها را مجبور به عقب‌نشینی کردند. در ۱۲ شهریور ۱۲۹۴ خورشیدی، شب ۲۳ شوال ۱۳۳۳. ق (۳ سپتامبر ۱۹۱۵) رئیسعلی دلواری در یک حملهٔ شبانه که به مواضع دشمن (انگلیسی‌ها) در منطقه «تنگک صفر» توسط یکی از خودی‌های خائن از پشت مورد هدف گلوله قرار گرفت و کشته شد.

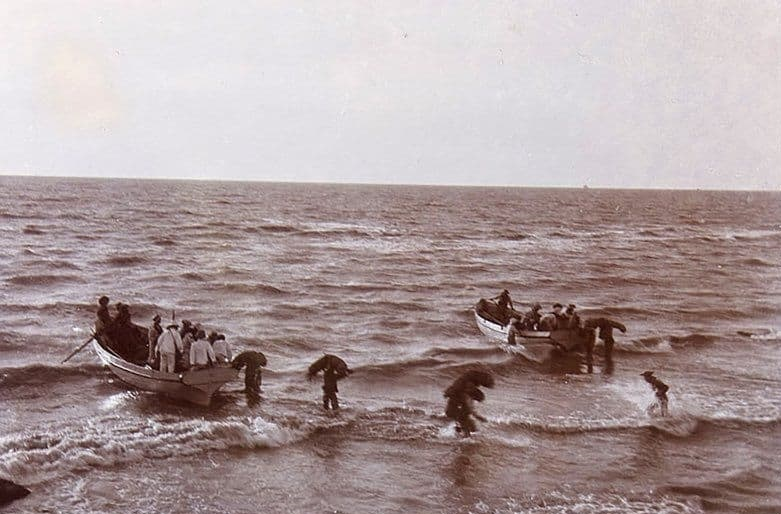
ورود نیروهای بریتانیا از دریا به بوشهر

پس از کشته شدن رئیسعلی دلواری برای آزادی بوشهر جنگ در منطقهٔ «کوه‌کزی» نزدیکی بوشهر، ادامه یافت. در جنگ کوه‌کزی مجاهدان از جمله زائر خضرخان، حسین خان چاهکوتاهی و خالوحسین از خود شجاعت و دلاوری فراوانی نشان داند. در این جنگ و گریز هرچند ابتدا همراه با عقب‌نشینی نیروهای مهاجم انگلیسی بود اما عاقبت مجاهدان مجبور به عقب‌نشینی شدند. عبدالحسین فرزند حسین خان کشته شد و خالوحسین در حال نبرد از ناحیه ران و بازو به شدت مجروح شد. در این حال فشنگ‌های خالوحسین نیز به اتمام رسید و او توسط انگلیسی‌ها دستگیر شد. بلافاصله پس از جنگ کوه کزی شایعه کشته شدن خالوحسین در جنگ، در سرتاسر جنوب و حتی روزنامه‌های شیراز و تهران انتشار یافت. روزنامه «رعد» به سردبیری «سید ضیاءالدین طباطبائی»، نیز در ستون اخبار داخلی کشور با استناد به تلگراف‌های رسیده از برازجان به وزارت داخله، خبر کشته شدن خالو را منتشر کرد. اما این خبر زود تکذیب شد. انگلیسی‌ها پس از محاکمه خالوحسین او را به بوشهر بردند و سوار کشتی نظامی‌کردند و به شهر «بصره» انتقال دادند.
به دنبال بازداشت دکتر لیسترمان قنسول آلمان در بوشهر و بازداشت و تبعید ۱۴ نفر از احرار بوشهر و اسارت خالوحسین، مجاهدین «حزب دموکرات فارس» به رهبری «اورعلیقان خان پسیان» در روز دوم محرم ۱۳۳۴ ق. (۱۰ نوامبر ۱۹۱۵ م) کودتایی در شیراز ترتیب داده و در اولین اقدام «فردیک اکنورد» کنسول بریتانیا در فارس همراه چند نفر زن و مرد انگلیسی را اسیر کردند که نزد شیخ‌حسین‌خان و زایر خضرخان به اهرم فرستاده شدند. انگلیسی‌ها از شنیدن این خبر آشفته شدند و خود را مهیای حمله به اهرم کردند ولی بعد از مدتی مذاکراتی بین انگلیسی‌ها و سران تنگستان برای آزادی به‌طور رسمی آغاز شد.

## صلح نامه
طی مذاکرات فی‌مابین قراردادی در تاریخ هفتم اوت ۱۹۱۵. م/ هفتم شوال ۱۳۳۴. ق در محل سر بَسْت چُغادَک به امضای ماژور تریور، قائم مقام کنسول انگلیس در بوشهر، و زایر خضرخان اهرمی (امیر اسلام) و حسین خان چاه کوتاهی (سالار اسلام) به انجام رسید.
از مفاد این قرارداد (صلح نامه):
۱ــ استرداد اسرای تنگستانی و دشتی که در جنگ گرفتار شده بودند، از جمله خالو حسین دشتی و هر کس دیگری که انگلیسی‌ها در اختیار داشتند.
۲ــ استرداد علی تنگستانی، کدخدای تنگک و اتباعش.
۳ــ مرخصی آلمانی‌هایی که در بنادر خلیج فارس گرفتار شده بودند، یعنی کنسول و تاجر آلمانی با خانمش و طبیب آلمانی در بندر ریگ و سه نفر تاجر آلمانی که در بنادر دیگر گرفته بودند.
۴ــ تحویل دادن چای توقیفی اهالی تنگستان که در بحرین ضبط شده بود.
۵ــ پس دادن دو هزار تومان پول آقای حسین خان چاه کوتاهی (سالار اسلام) که در بوشهر گرفته بودند.
۶ــ افتتاح آزادراه بوشهر برای عبور و مرور عموم اهالی به خصوص اهالی تنگستان و عدم تعرّض احدی به راه شاهی.
زایرخضرخان و حسین خان هم شروط زیر را متقبل شدند:
۱ــ استرداد اسرای انگلیسی که هشت نفر بودند و دو نفرشان را به سبب مریضی و به مقتضای عالم انسانیت مرخص کرده بودند.
۲ــ برقراری امنیت راه شاهی در حدود خاک خود، به طوری که اگر مال التجاره‌ای گم شود، غرامت آن را بدهند.
۳ــ حفظ خط تلگراف پس از تعمیر آن.
مبادلهٔ نهایی اسراء (۲۰ اگوست ۱۹۱۶ میلادی) به انجام رسید. خالوحسین با کمال میمد در خور خان از کشتی پیاده و مورد استقبال سران دشتی و روحانیون محلی و مردم قرار گرفتند و به وطن برگشتند؛ و در شوال ۱۳۳۴ صلح‌نامه‌ای بر سر موارد توافقی به امضا رسید.
انگلیسیها پس از آن در فکر سرکوبی مبارزان جنوب بود.
دولت مرکزی با همدستی انگلیس پلیس جنوب ایران را به بهانه خلع سلاح جنوب جهت سرکوب مقاومت جنوب به فرماندهی پرسی سایکس ژنرال انگلیسی، در سال ۱۹۱۶ میلادی تشکیل داد. سایکس به جنوب ایران آمد و با یک سپاه ۱۱هزار نفری هندی، ایرانی و افسرهای انگلیسی مأمور سرکوب مبارزان و مقاومت مردم جنوب شد. او مقر فرماندهی خود را شهر شیراز قرار داد و با همکاری عبدالحسین فرمانفرما و دیگر متنفذین هواخواه انگلیس به سرکوبی نهضت جنوب پرداخت.
در ۱۳۳۶ در جریان بازگشایی جاده شیراز و طرح احداث راه‌آهن در منطقه، حسین خان و زایر خضر و محمد برازجانی، که از اهداف انگلیسی‌ها درکشیدن راه‌آهن اطلاع داشتند، استقلال ایران را در خطر دیدند و در نامه‌ای از کنسولگری انگلیس خواستند تا پاسخ دهد که احداث راه‌آهن طبق معاهده با دولت ایران بوده‌است یا خیر و چون انگلیسی‌ها پاسخی ندادند، مجاهدان به قصد نبرد با آنان در چُغادک مستقر شدند ولی، بر اثر خیانت عده‌ای از همراهان خویش، ناچار به عقب‌نشینی شدند. انگلیسی‌ها پس از تصرف چغادک، چاه‌کوتاه را نیز تصرف کردند و حسین‌خان را، که به چاه‌کوتاه پناه برده بود، وادار به عقب‌نشینی کردند وی ناچار به قلعه فاریاب در منطقه بلوک پناهنده شد. انگلیسی‌ها، پس از تصرف چاه‌کوتاه، ضابطی آن را به شیخ‌عبداللّه چاه‌کوتاهی، برادر شیخ‌حسین، سپردند.
انگلیسیها چند ماه شیخ‌حسین را تعقیب و با هواپیما مواضعش را بمباران می‌کردند. در آن زمان، به‌جز معدودی تفنگچی کسی با وی نمانده بود.
سرانجام شیخ‌حسین‌خان، خسته از این همه جنگ و گریز، در شعبان ۱۳۳۸ به اتفاق چند تن از یارانش برای ارسال تلگرام و کسب تکلیف از مرکز، به باغی در نزدیکی چاه‌کوتاه رفت در آنجا تفنگچیان انگلیسی و پلیس جنوب وی و همراهانش را محاصره و به آن‌ها حمله کردند. شیخ‌حسین‌خان پس از مدتی مقاومت از پای درآمد. تمام همراهان حسین، از جمله پسرش شیخ‌خزعل، در این درگیری کشته شدند.
در زمان پهلوی اول (آغاز حکومت: ۱۳۰۴خ «۱۳۴۳ق/۱۹۲۵م») نیز این سیاست ادامه داشت، خوانین منطقه در برابر سیاست دولت رضاشاه مبنی بر خلع سلاح جنوب ایران و ایلات و عشایر ایستادگی کردند و بسال ۱۳۰۸ شمسی دست به نبرد مسلحانه با نیروهای ارتش دولت مرکزی زدند. افراد زیادی از بزرگان نهضت جنوب به این وسیله از بین رفتند یا خلع ید شدند. از جمله خالوحسین که با آن‌ها درگیر بود به این بهانه دستگیر و به شیراز تبعید و زندانی گردید.

## سال‌شمار جنبش جنوب
سال‌شمار وقایع جنبش جنوب:

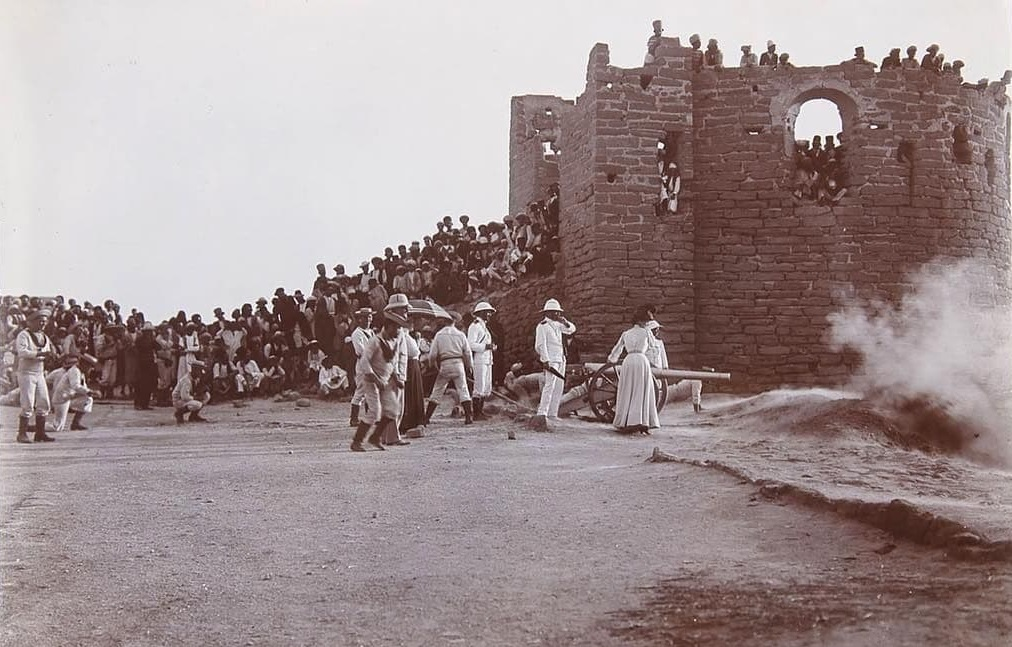
حضور نیروهای ارتش بریتانیا در بوشهر پس از اشغال

- ۱۲۸۵ه‍.ش/۱۹۰۶م: به دنبال مبارزات خونین مردم ایران مظفرالدین شاه با استقرار مشروطیت موافقت نمود. او ده روز بعد از امضای قانون اساسی از دنیا رفت و محمدعلی شاه به سلطنت رسید. احمدخان دریابیگی حکمران بنادر شد. آغاز حکمرانی غضنفرالسلطنه در برازجان - آغاز به قدرت رسیدن زائرخضرخان در اهرم
- ۱۲۸۶ه‍.ش/۱۹۰۷م: طی قراردادی بین متحدین جنوب ایران از آن انگلیس شد. پس از انعقاد قرارداد ۱۹۰۷م فی‌مابین دولت‌ها روسیه و بریتانیا، انگلیس‌ها، یک عده نظامی در بوشهر پیاده کرده، عازم شیراز شدند. عده‌ای از اهالی بوشهر که محرک و پیشوای آن‌ها میرزا علی کازرونی بود چند تلگراف به ناصر دیوان کازرونی مخابره و از او تقاضا کردند که از عبور قشون اجنبی جلوگیری نماید. ناصرالدیوان در محلی به نام تنگ ترکان با عده‌ای تفنگچی با اردوی انگلیسی مصادف داده ضربات مهلکی بر آن‌ها وارد کرده و آن‌ها را مجبور به عقب‌نشینی نمود.
- ۱۲۸۷ه‍.ش/۱۹۰۸م: در زمان استبداد صغیر محمدعلی شاه، سید عبدالحسین لاری که از علما و مجتهدین اعلم جنوب و از طرفداران جدی مشروطه و حکومت دموکراسی بود به سید مرتضی علم الهدی دستور داد که بوشهر را از تصرف مستبدین و طرفداران محمد علی شاه خارج کنند. سید مرتضی با کمک رئیسعلی دلواری و میرزا علی کازرونی گمرک و سایر ادارات دولتی بوشهر را به تصرف درآورد و محافظت مال التجاره آن را که بالغ بر دو میلیون تومان بود به رئیس علی با یکصد نفر تفنگچی همراه او سپرد. رئیس علی دلواری در تمام مدتی که در بوشهر بودند (قریب ۹ماه) با مردم این شهر با حسن سلوک رفتار نموده، به نحوی که این معنی موجب تعجب و تحیّر دوست و دشمن گردید.
- ۱۲۸۸ه‍.ش/۱۹۰۹م (۵ فروردین ۱۲۸۸ه‍.ش): اهالی بندر لنکه اعم از شیعه و سنی به تبعیت از نهضت مردم بوشهر به رهبری شبر، ادارات دولتی را تصرف و نایب الحکومه را وادار به تسلیم نمودند.
- ۱۲۸۸ه‍.ش/۱۹۰۹م: محمد علی شاه قاجار بعد از سه سال حکومت مستبدانه و قتل و کشتار آزاد ی خواهان از حکومت معزول شد و فرزند خردسالش احمد شاه به جانشینی وی تعیین گردید.
- ۱۲۸۹ه‍.ش/۱۹۱۰م: واسموس به عنوان کنسول آلمان وارد بوشهر شد.
- ۱۲۹۴ه‍.ش/اوت ۱۹۱۴م: در اوایل ماه اوت جنگ جهانی اول شروع شد و کشورهای آلمان، اتریش، روسیه، فرانسه، و انگستان درگیر شدند. دولت مستوفی الممالک در غیاب مجلس شورای ملی با صواب دید جمعی از رجال برجسته کشور تصمیم گرفت، ایران را رسماً بی‌طرف اعلام دارد تا بدین وسیله کشور را از مهلکه جنگ دور کند.
- ۱۲۹۴ه‍.ش/۸ اوت ۱۹۱۵م: تصرف بوشهر توسط انگلیسی‌ها و مقاومت تنگستانی‌ها برهبری رئیسعلی دلواری
  - ۱۸اکتبر: احمد خان دریابیگی به حکمرانی بنادر منصوب شد.
- ۱۹۱۵م: مستوفی الممالک از مقام نخست‌وزیری استعفا داد و مشیرالدوله به جای وی به نخست‌وزیری رسید.
- نیمه اوت ۱۹۱۵م: حمله انگلیسی‌ها به دلوار و مقاومت مجاهدین تنگستان برهبری رئیسعلی و دشتی برهبری خالوحسین بردخونی و شبیخون به دشمن توسط مجاهدین.
- سپتامبر ۱۹۱۵م: تبلیغات گسترده مجاهدین در شیراز علیه انگلیس
- ۱۲ شهریور ۱۲۹۴/ ۳ سپتامبر۱۹۱۵: قتل رئیسعلی دلواری در تنگک صفر در یک شبیخون به اردوگاه انگلیسی‌ها
- سپتامبر۱۹۱۵: جنگ کوکزی و اسارت خالوحسین
- مهر/ اکتبر ۱۹۱۵م: مخبرالسلطنه والی فارس برکنار و قوام الملک از طرفداران انگلیسی‌ها والی شد.
- آبان ۱۲۹۴/ ۱۰ نوامبر۱۹۱۵: مجاهدان شیراز کنسول انگلیس را تصرف کردند و اسرا را به بوشهر فرستادند که در پایان با اسرای مجاهدین مبادله شدند.
- بهمن ۱۲۹۴/ژانویه ۱۹۱۶: تشکیل پلیس جنوب
- ۷ اردیبهشت ۱۲۹۵/ ۱۷ آوریل ۱۹۱۶: جنگ چغادک
- مرداد۱۲۹۵/ژوئیه و اوت ۱۹۱۶: مذاکره و مبادله اسراء
- ۲۶ آذر ۱۲۹۵/ ۱۷ دسامبر ۱۹۱۶: یک واحد پلیس جنوب که در کازرون مستقر بود از جانب ناصرالدیوان کازرونی کلانتر آن جا مورد حمله قرار گرفت و پس از خلع سلاح از شهر بیرون رانده شدند. حاکم شهر کازرون نیز که گرایش‌ها انگلیسی داشت به وسیله ناصرالدیوان زندانی گردید.
- اردیبهشت ۱۲۹۶/آوریل ۱۹۱۷: حمایت انگلیسی‌ها از احمد خان دریابیگی در اعزام قوایی ضد رهبران قیام چاه کوتاه، تنگستان و برازجان
- ۳۰ آذر ۱۲۹۵/ ۲۱دسامبر۱۹۱۶: پاسگاه پلیس جنوب در دشت ارژن توسط مخالفان انگلیس
- ۴ خرداد ۱۲۹۷/ ۲۵ مه ۱۹۱۸: حمله مجاهدان فارس به فرماندهی صولت الدوله قشقایی و همکاری ناصر دیوان کازرونی علیه انگلیسی‌ها
- ۱۴ مرداد ۱۲۹۷/ ۵اوت۱۹۱۸: صمصام السلطنه استعفاء داد و کابینه جدیدی به ریاست وثوق الدوله تشکیل گردید.
- شهریور ۱۲۹۷/سپتامبر۱۹۱۸: جنگ سردار احتشام با رقیب خود صولت الدوله
- ۳۰ شهریور ۱۲۹۷/ ۲۱سپتامبر۱۹۱۸: نیروهای مجاهدین در چاهکوتاه جمع آمده و در چغادک موضع گرفتند. با حمله انگلیسی‌ها یک هفته بعد عقب نشستند.
- مهر ۱۲۹۷/اکتبر۱۹۱۸: غضنفرالسلطنه با تمام افرادش به ارتفاعات اطراف کوه گیسکان پناه برده، حسین خان، چاه کوتاه را ترک گفته و به بوشکان پناه برد و زائرخضرخان در شب‌های ۱۴ و ۱۵ مهر همراه افرادش به اردوی انگلیسی‌ها در عالی چنگی شبیخون زد.
- ۱ آبان ۱۲۹۷/ ۲۳اکتبر۱۹۱۸: تصرف برازجان
- ۱۷ دی ۱۲۹۷/ ۳۱دسامبر۱۹۱۸م: نیروهای انگلیسی برای حمایت از نیروهای تحت فرمان دریابیگی به اهرم رفتند
- ۱۲۹۸ه‍.ش/۱۹۱۸م: واسموس دستگیر و به آلمان فرستاده شد -
- ۱۲۹۸ه‍.ش/۱۹۱۸م: حسین خان در هجوم به چاهکوتاه همراه با فرزندش کشته شد.
- ۱۲۹۹ه‍.ش/۱۹۱۹م: غضنفرالسلطنه که از طرف انگلیسی‌ها به شیراز تبعید شده بود با انتخاب مصدق السلطنه به سمت والی فارس مجدداً به عنوان ضابط خطه برازجان تعیین و زمام امور آن ناحیه را به عهده گرفت.
- ۱۳۰۱ه‍.ش/۱۲۹۱م: مراجعت احمد شاه قاجار از اروپا به ایران از طریق بوشهر
- فروردین ۱۳۰۱ه‍.ش/۱۹۲۱م: زایر خضر خان همراه با پسرش به دست انگلیسی‌ها کشته شد.
- ۱۳۰۸ه‍.ش/۱۹۲۷م: غضنفرالسلطنه که سال‌ها علیه استعمارگران مبارزه نموده با توطئه‌ای حساب شده با همیاری اولیاء دولت موقت (رضاخان) کشته شد.

## فعالان و مبارزان جنبش جنوب
- اسماعیل خان صولت الدوله قشقایی
- سید مرتضی مجتهداهرمی
- سید عبدالله بلادی بوشهری
- محمدجعفر محلاتی
- محمدحسین برازجانی
- رئیسعلی دلواری
- حسین خان چاهکوتاهی
- زایر خضرخان اهرمی
- غضنفرالسلطنه برازجانی
- خالوحسین بردخونی
- باقرخان تنگستانی
- احمدخان تنگستانی
- ناصر دیوان کازرونی
- سید محمدرضا کازرونی
- سید عبدالحسین مجتهد لاری
- رئیس غلامحسین رزمی
- احمد خان اخگر
- ویلهلم واسموس
- خوانین دشتی